# Orange Goblin
Orange Goblin is een stonermetalband uit Londen, Engeland. Orange Goblin wordt met Cathedral beschouwd als een van de belangrijkste stonerbands van Engeland. De teksten zijn vaak direct of indirect drugs gerelateerd.

## Geschiedenis
Orange Goblin wordt in 1994 opgericht als Our Haunted Kingdom, maar verandert na een jaar al van naam. Alle huidige leden van Orange Goblin waren betrokken bij de oprichting van de band. Bij de oprichting was ook gitarist Pete O'Malley betrokken, maar die vertrok in 2004 voor een carrière in de kunstsector. Hij wordt alleen live vervangen door Neil Kingsbury. De teksten van Orange Goblin gaan vrijwel zonder uitzondering over drugs, ruimtereizen en persoonlijke kwesties.
In 1997 neemt Orange Goblin het eerste studioalbum op, getiteld 'Frequencies From Planet Ten'. Het album wordt uitgebracht door Rise Above Records en krijgt pas in een later stadium waardering. Er wordt een single uitgebracht van het nummer 'Nuclear Guru' en een split recording met de band Electric Wizard. Het album 'Time Travelling Blues' uit 1998 slaat al beter aan en mede door de ongepolijste live shows van de band groeit de schare fans gestaag. Nadien brengt de band de albums 'The Big Black' (2000), 'Coup De Grace' (2002), 'Thieving From The House Of God' (2004), 'Healing Through Fire' (2007) en 'A Eulogy For The Damned' (2012) uit. Op 7 oktober 2014 verschijnt het album 'Back From The Abyss', onder Candlelight Records.

## Bezetting

### Huidige bezetting
| Naam            | Functie   | Periode    |
| --------------- | --------- | ---------- |
| Ben Ward        | Zang      | 1995-heden |
| Chris Turner    | Drums     | 1995-heden |
| Joe Hoare       | Gitaar    | 1995-heden |
| Harry Armstrong | Basgitaar | 2021-heden |

### Ex-leden
| Naam           | Functie   | Periode          |
| -------------- | --------- | ---------------- |
| Duncan Gibbs   | Keyboards | periode onbekend |
| Pete O'Malley  | Gitaar    | 1995-2004        |
| Neil Kingsbury | Gitaar    | 2013-heden       |
| Martyn Millard | Basgitaar | 1995-2020        |

## Discografie

### Albums
| Titel                          | jaar | bijzonderheden |
| ------------------------------ | ---- | -------------- |
| Frequencies from Planet Ten    | 1997 | -              |
| Time Travelling Blues          | 1998 | -              |
| The Big Black                  | 2000 | -              |
| Coup De Grace                  | 2002 | -              |
| Thieving From The House Of God | 2004 | -              |
| Healing Through Fire           | 2007 | -              |
| A Eulogy for the Damned        | 2012 | -              |
| A Eulogy For The Fans          | 2013 | Livealbum      |
| Back From The Abyss            | 2014 | -              |
| The Wolf Bites Back            | 2018 | -              |
| Science, Not Fiction           | 2024 | -              |

### Overige
| Titel                                | jaar | Soort      |
| ------------------------------------ | ---- | ---------- |
| Nuclear Guru                         | 1997 | Single     |
| Electric Wizard / Orange Goblin      | 1997 | Splitalbum |
| The Time                             | 1998 | EP         |
| Orange Goblin / Alabama Thunderpussy | 2000 | Split      |
| Some You Win, Some You Lose          | 2004 | Single     |
| Orange Goblin Box set                | 2011 | Box set    |
| Red Rising Tide                      | 2012 | Single     |